# 亨里克二世 (西里西亞)
亨里克二世（虔誠的）（波蘭語：Henryk II Pobożny；1196年—1241年4月9日），波蘭皮亞斯特王朝下西里西亞公爵（1238年－1239年）及波蘭最高的公爵克拉科夫大公（1238年－1241年）。

## 生平
亨里克二世是亨里克一世與妻子海德薇加‧德‧安德希斯的次子。1206年，長兄波列斯瓦夫逝世、1213年，三弟捲髮的康拉德在打獵時墮馬逝世，亨里克二世便成為父親唯一的繼承人。

## 代父理政
1227年11月24日早晨，在甘薩瓦召開王公大會時，波美拉尼亞公爵斯威托佩克二世的人馬在瓦迪斯瓦夫·奧登尼茨的接應下，趁著這些王公入浴之際，對這些手無寸鐵的王公們發起襲擊，波蘭大公萊謝克一世雖然裸身逃走，但他是刺客們的目標，因此為刺客窮追不捨，終於被殺身亡。亨里克一世在這次襲擊中受了重傷，幸賴部將維森堡的邦特韋德拉（Peregrinus of Wiesenburg）捨身護衛，方得逃過死劫，受傷期間以亨里克二世為代理公爵。
1229年，亨里克一世和與其競爭克拉科夫大公的對手、馬佐夫舍公爵康拉德一世相會於史比高維茲，會議中雙方發生爭吵，隨後康拉德的騎士便趁一團混亂之機，打傷了亨里克一世的人馬，並將亨里克一世俘擄走成為階下囚，隨後亨里克二世很快地便被推舉為西里西亞公國的監國。康拉德一世在排除波蘭國王瓦迪斯瓦夫三世的盟友後便趁機進攻大波蘭，隨後更進入克拉科夫取得波蘭大公的地位。與此同時，亨里克二世則力保西里西亞公國的獨立，並試圖重新掌握小波蘭。亨里克一世最終在其妻海德薇加·德·安德希斯的奔走下以及向天發誓不與康拉德一世為敵後獲得釋放。但由於亨里克一世是被迫發誓，因此他很快地就請求教宗額我略九世幫其解除誓言，並迅速與瓦迪斯瓦夫三世結盟共同對抗康拉德一世。
1234年夏，鑑於大波蘭公爵瓦迪斯瓦夫·奧登尼茨為了進一步取得教會的合作，而在不理會貴族反對下，將其部分王室特權讓給了格涅茲諾大主教佩烏卡，因而讓貴族們對他感到失望。亨里克一世於是趁機重謀大波蘭，瓦迪斯瓦夫·奧登尼茨不敵，在教會穿針引線下，瓦迪斯瓦夫·奧登尼茨與他議和，亨里克一世取得大波蘭大半領土，同時他的兒子亨里克二世也被推上大波蘭公爵（南部）的寶座。亨里克一世努力地與波蘭貴族協調，使其子嗣日後得以繼承他的地位，同時他為了謀取波蘭王位，促使他開始與神聖羅馬帝國皇帝腓特烈二世建立關係。1238年3月19日，亨里克一世於奧得河畔克羅斯諾辭世。死後，亨里克二世成功接續了他的地位。

## 克拉科夫大公

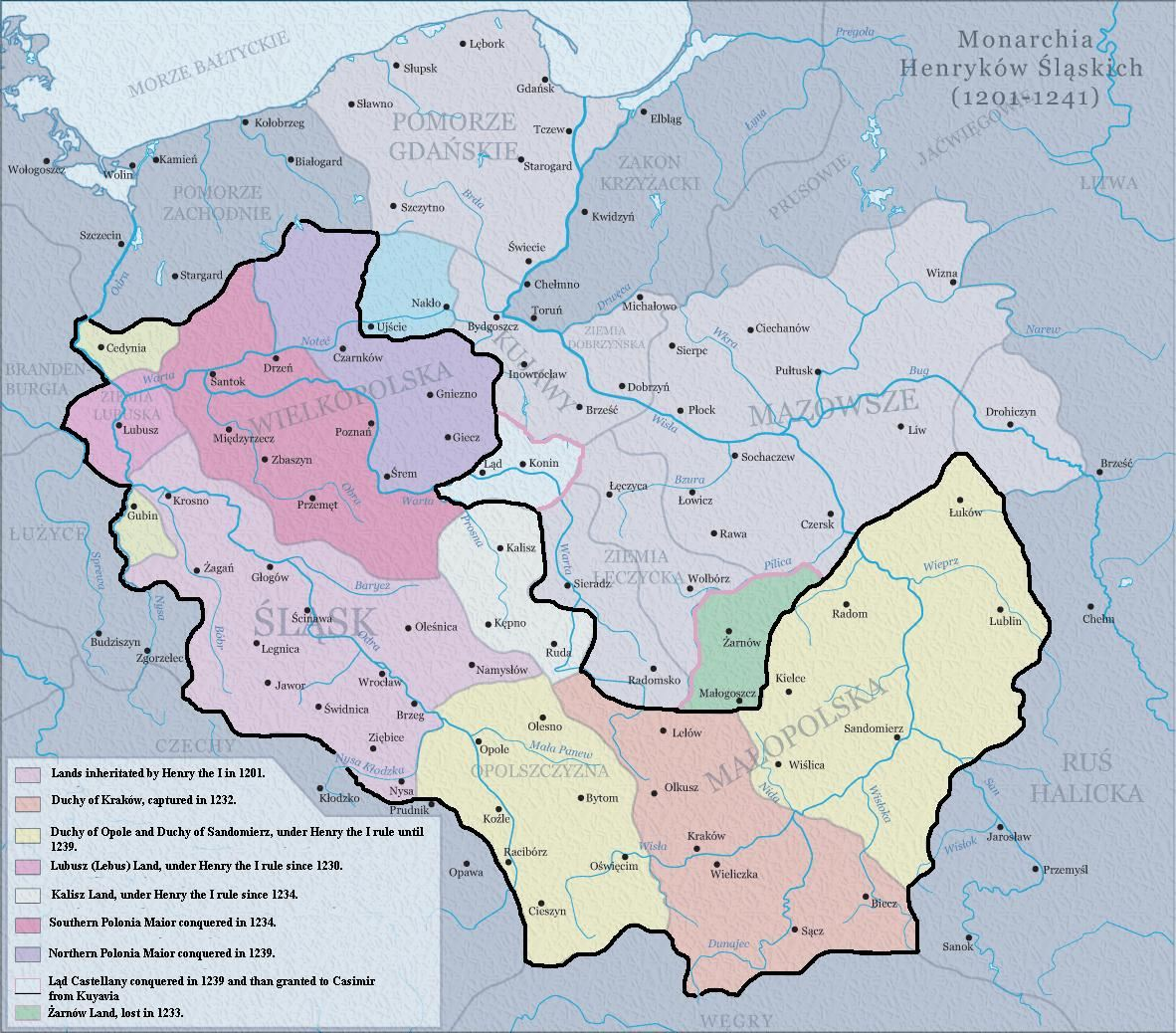
亨里克二世於1239年全盛時期的統治版圖

雖然亨里克二世成功成為克拉科夫大公，及承繼了其父在西里西亞及大波蘭的領地（瓦迪斯瓦夫三世於1231年逝世時遺下給亨里克一世），但是大波蘭的繼承不被康拉德一世及瓦迪斯瓦夫·奧登尼茨所承認。1239年，亨里克二世被迫放棄作為梅什科四世之孫奧波萊及拉齊布日公爵「胖子」梅什科二世及桑多梅日公爵波列斯瓦夫五世的攝政；但在另一方面有鑑於瓦迪斯瓦夫·奧登尼茨逝世後，其二子大波蘭的普熱梅斯瓦夫一世及虔誠的波列斯瓦夫年紀尚少，亨里克二世得以趁機佔領大波蘭的大部份地區包括格涅茲諾，只留下諾泰奇河畔納克沃及烏伊希切給瓦迪斯瓦夫·奧登尼茨的兒子。
隨後，亨里克二世放棄其父與神聖羅馬帝國的同盟，改與教宗額我略九世聯盟，立即改善了和教會的關係。跟着，亨里克二世以兩名女兒與馬佐夫舍公爵康拉德一世的兩名兒子馬佐夫舍的波列斯瓦夫一世及庫亞維的卡齊米日一世聯婚，以與康拉德一世和解。同年，他卻因為在萊布斯戰役中被勃蘭登堡藩侯奧托三世打敗而失去桑托克城堡。

## 蒙古西征及列格尼卡戰役
在蒙古軍隊擊敗羅斯諸國之後，他們以匈牙利王國接納不服蒙古統治的庫曼人為由，繼續向西進軍。蒙古軍兵分三路，主軍由拔都、速不台統帥，直取匈牙利；左翼軍由合丹統率，取道外西凡尼亞，右翼軍由拜答兒統帥，取道波蘭，分由南北兩路策應主力部隊。
1241年3月，拜答兒率軍渡河至克拉科夫附近，一路燒殺搶掠，在即將抵達克拉科夫時突然佯裝退卻，波蘭軍不知有詐，全軍追擊，在赫梅爾尼克遭到蒙古軍主力埋伏，慘敗而逃。
為了抵抗蒙古軍，亨里克二世四處組織軍隊，因而得到波蘭各地與三大騎士團的軍隊相助。亨里克二世在等到來自摩拉維亞侯國與波希米亞王國的援軍來救之際主動離開萊格尼察城堡布防，準備於卡恰瓦河平原與蒙古軍決戰。蒙古軍前鋒很快地與波蘭聯軍的前鋒交手，這支部隊是由摩拉維亞侯爵鮑萊斯瓦夫‧迪波爾德所率領的巴伐利亞礦工軍。蒙古軍在與這隻礦工軍交手後，很快地就依例詐敗。不知蒙古軍戰鬥習慣的礦工軍自以為將敵軍逐退，於是便急不可耐地展開追擊，導致陣式大亂。蒙古軍一見礦工軍陣形混亂，又缺乏重甲，因此返身射擊，經過幾輪交手，便將這批部隊全殲，統率此軍的摩拉維亞侯爵鮑萊斯瓦夫‧迪波爾德也不幸戰死。
正當摩拉維亞侯爵鮑萊斯瓦夫‧迪波爾德苦戰之際，亨里克二世立即派出奧波萊-拉齊布日公爵「胖子」梅什科二世與克拉科夫守將蘇里斯拉夫出動救援，在披有重甲的騎兵投入後，蒙古軍一時為聯軍所逐退。由於蒙古軍此次退卻隊伍散落，因此聯軍確信蒙古軍此次是真的被其所敗，反而更奮力窮追敗退的蒙古軍。此時，蒙古軍隊列中忽有一騎衝向追兵，以波蘭語高聲大喊：「快逃！快逃！」受到這個突發事件的影響，梅什科二世不敢窮追，於是領兵退出戰場。
梅什科二世忽然撤離后，亨里克二世見蒙古軍主帥也在後撤，為確保戰果，便不再猶豫，將剩餘兵力全部投入，然而此舉卻反而落入蒙古軍的包圍圈內。最终亨里克二世被阵斩，聯軍高層幾乎全部戰歿。
聯軍方面的損失，據蒙古一方的說法，他們總共裝滿了九大麻袋的耳朵，而波蘭方面則宣稱聯軍陣亡人數大約二萬五千人，即使這數字並不精確，但也可見聯軍损失极为惨重。
對波蘭來說幸運的是，蒙古人不打算佔領這個國家，不久之後他們經過摩拉維亞到匈牙利，希望與拔都的主要軍隊聯繫。亨里克二世的遺體只能由他的妻子識別，因為他的左腳有六隻腳趾。

## 死後
亨里克二世逝世後，其長子波列斯瓦夫二世只能繼承他在西里西亞的領地，大波蘭的領地由大波蘭的普熱梅斯瓦夫一世取回，而克拉科夫由馬佐夫舍公爵康拉德一世侵佔，並一度成為波蘭最高的統治者克拉科夫大公，但是兩年後由其侄兒波列斯瓦夫五世取代。